# 莫霍洛维奇环形山

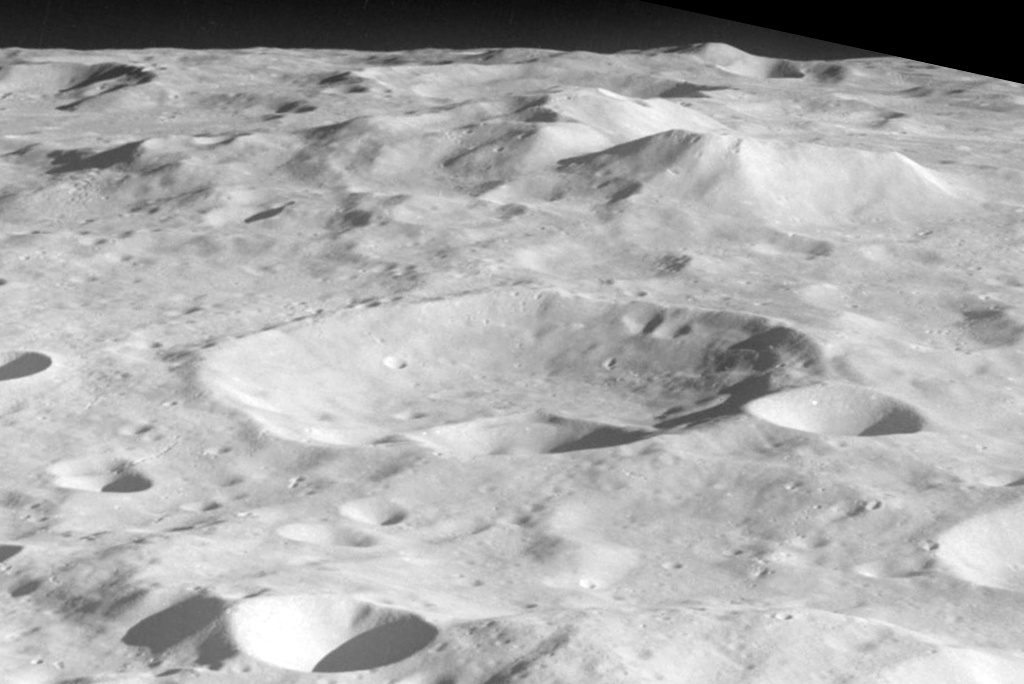
阿波罗8号拍摄的南向斜视图。

莫霍洛维奇环形山(Mohorovičić)是月球背面位于南极-艾托肯盆地内外环间一座古老的大型撞击坑，约形成于酒海纪，其名称取自克罗地亚地球物理学家及地震学家安德里亚·莫霍罗维奇(1857年-1936年)，1970年被国际天文联合会正式批准接受。

## 描述
该陨坑西邻博克陨石坑、西北靠近麦凯勒环形山、北面坐落着克鲁克斯陨石坑、东侧是多普勒环形山、东南和西南分别为沃克陨石坑和斯尼亚德茨基陨石坑，而忘湖则位于该环形山的西南偏西方，南面是南极-艾托肯盆地撞击创建时所形成的一道无名山脉。莫霍洛维奇环形山的中心月面坐标为18°44′S 164°50′W / 18.73°S 164.83°W，直径50公里，深度2.4公里。
莫霍洛维奇环形山外观接近圆形并基本已磨损。其外壁坡平缓，西侧切入了一座杯形的撞击坑；而内侧坡较为宽阔平整，东北内壁上坐落有数座小陨坑；坑壁平均高出周边地形1130米，内部容积2100公里³。坑底北部覆盖着一座多边形的卫星坑-"莫霍洛维奇 Z"，其余地表部分则较平坦。

## 卫星陨石坑
按惯例，最靠近莫霍洛维奇环形山的卫星坑在月图上以字母标注在该坑中心点的旁边。

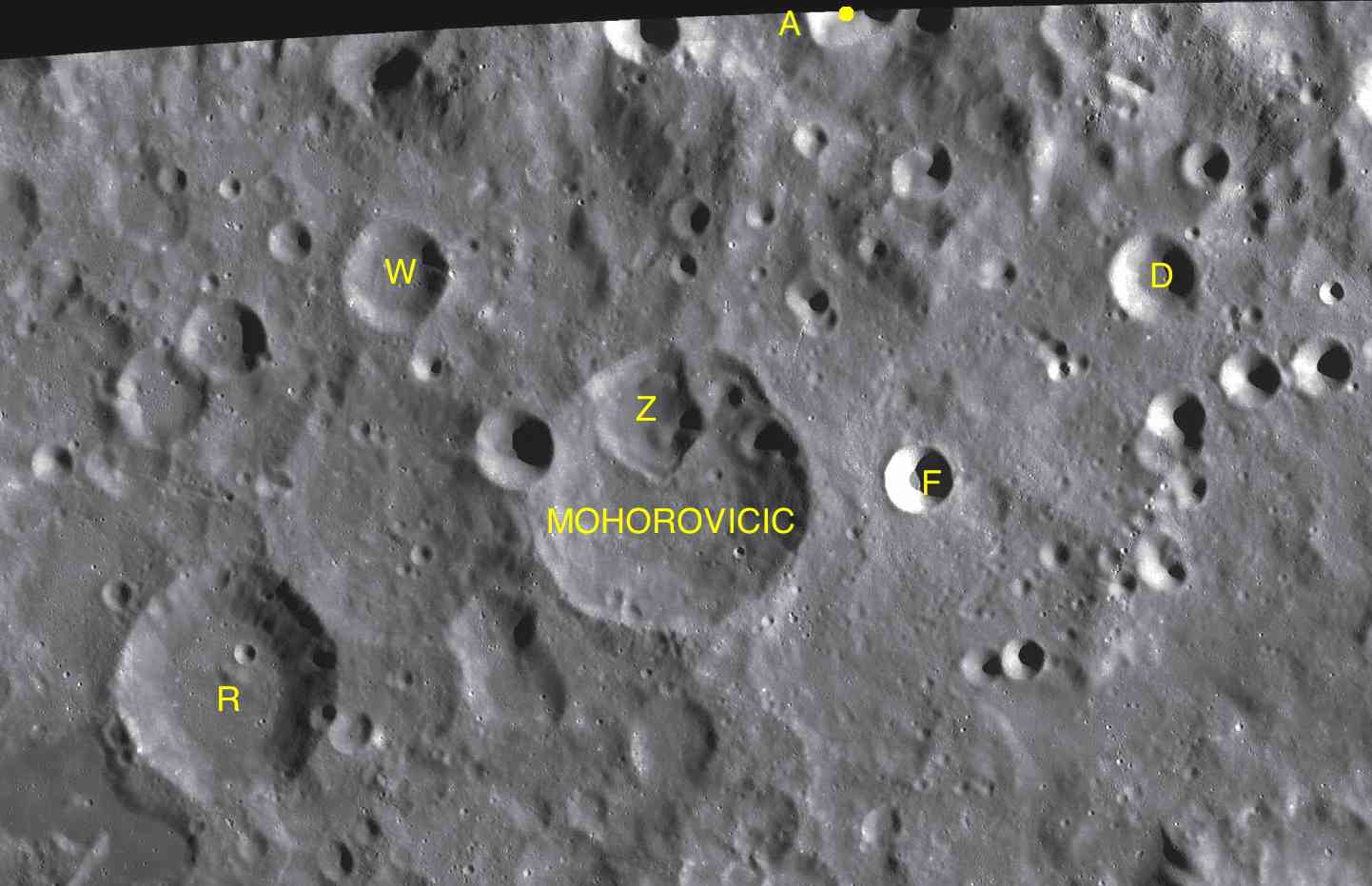
LAC-105 月图

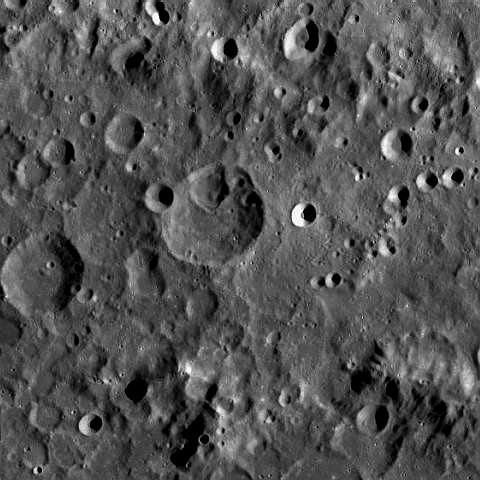
月球勘测轨道飞行器 拍摄，图中为莫霍罗维奇环形山。

| 莫霍洛维奇 | 纬度    | 经度     | 直径    |
| ---------- | ------- | -------- | ------- |
| A          | 16.0° S | 163.1° W | 20 公里 |
| D          | 17.8° S | 162.1° W | 18 公里 |
| F          | 18.9° S | 163.6° W | 23 公里 |
| R          | 19.9° S | 167.7° W | 42 公里 |
| W          | 17.7° S | 166.5° W | 21 公里 |
| Z          | 18.6° S | 165.1° W | 14 公里 |